# Mundial de Longboard Huanchaco
El Mundial de Longboard Huanchaco es un campeonato de surf  de nivel mundial que se realiza en Huanchaco, balneario peruano de la ciudad de Trujillo en la Región La Libertad. Reúne a surfistas de varios países del mundo.

## Historia
El Mundial de longboard de Huanchaco es una competencia de surf que se realiza desde el año 2010 en el sector conocido como Playa El Elio. La primera edición se realizó del 22 al 28 de septiembre de 2010 y fue promovida por la Asociación Internacional de Surf. La edición del año 2013 se organizó dentro del marco del evento denominado Huanchaco Cultura Viva y se realizó del 24 al 26 de febrero.

## Actividades durante el campeonato
Algunas actividades que se han presentado son:
- Campeonato de Caballitos de totora, se realiza en la fecha de inauguración y parte desde el Puerto Salaverry hasta la Playa La Curva en Huanchaco. También se realiza competencia de parejas de pescadores en nado, armado, traslado y  regata en caballito de totora desde el Muelle hasta las orillas de la Playa La Curva.

- Feria de Comida típica de Huanchaco, siendo el ceviche uno de sus platos típicos.

- Escenificación "Recuperando la memoria del Barro", obra teatral representando al gobernante Chimú Takaynamo.

- Ceremonia de Premiación y Clausura

## Ganadores del Longboard

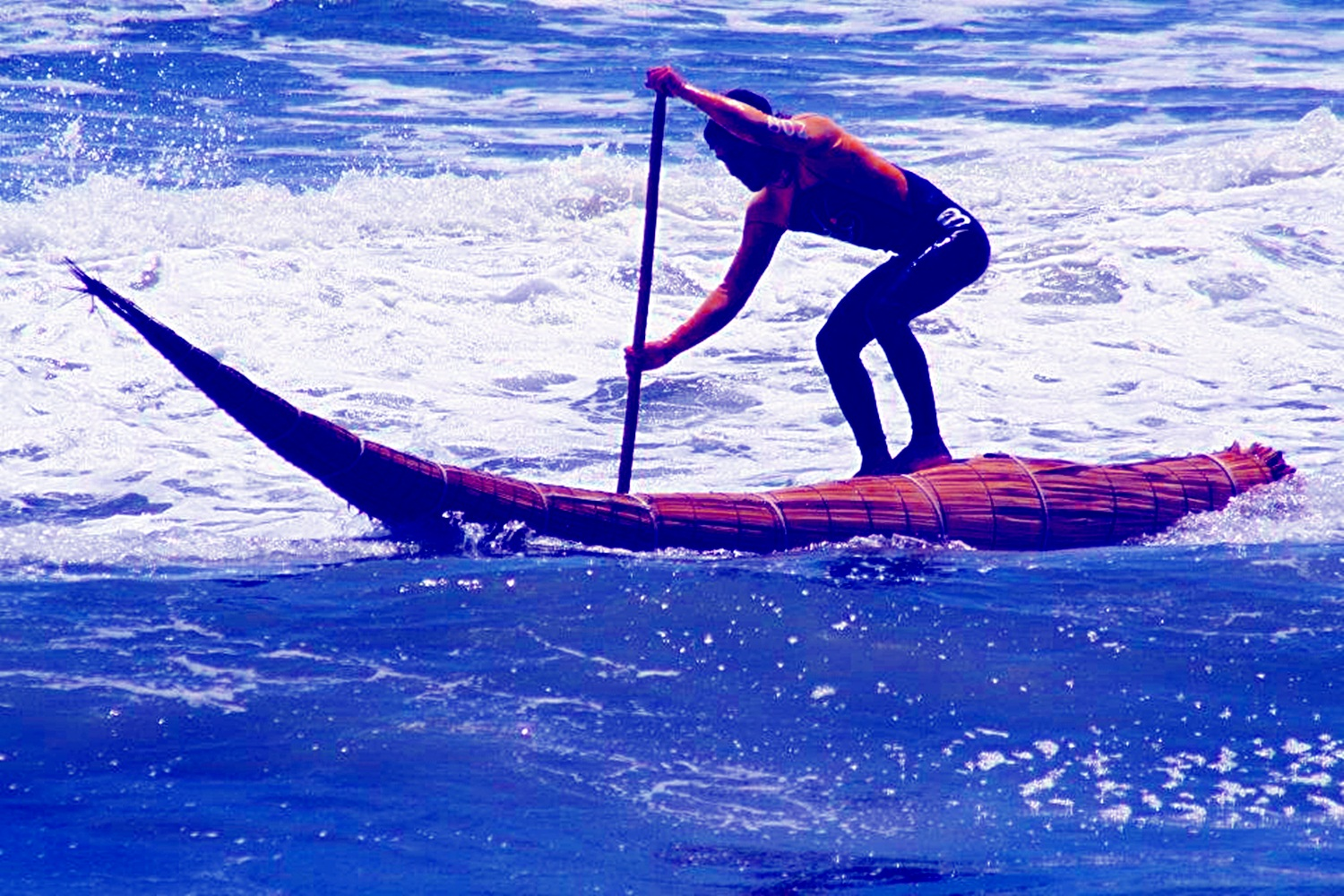
Surfing en un caballito de totora

Algunos de los ganadores del mundial de longboard son:
| Año  | Surfista campeón         | Edición | País   |
| ---- | ------------------------ | ------- | ------ |
| 2012 | Jefferson Silva          | 3°      | Brasil |
| 2011 | Benoit Clemente Rothfuss | 2°      | Perú   |
| 2010 | Rodrigo Sphaier          | 1°      | Brasil |

### Multimedia
- Wikimedia Commons alberga una categoría multimedia sobre Mundial de Longboard Huanchaco.
- Huanchaco Longboard en YouTube.
- Galería fotográfica de Huanchaco por Panoramio, incluye información geográfica de varios autores.

- Datos: Q16609489